# Allium rude
Allium rude  (лат.) — вид однодольных растений рода Лук (Allium) семейства Амариллисовые (Amaryllidaceae). Впервые описан ботаником Си Цземэем в 1980 году.

## Распространение и среда обитания
Эндемик Китая, встречающийся в провинциях Ганьсу, Цинхай, Сычуань (отсюда же типовой экземпляр) и Тибетском автономном районе. Встречается на лугах и влажных склонах.

## Ботаническое описание
Луковичный геофит.
Луковицы обычно цилиндрические, реже узко яйцевидно-цилиндрические, одиночные, 0,5—1,5 см диаметром; шелуха от коричневого до светло-коричневого цвета.
Листья линейные, иногда слегка серповидные, плоские.
Соцветие — шаровидный зонтик, несущий большое количество плотно размещённых цветков с околоцветником от бледно-жёлтого до зеленовато-жёлтого оттенка.
Цветёт и плодоносит с июля по сентябрь.